# HPSP
주식회사 HPSP는 대한민국의 고압 수소 어닐링 등 반도체 장비 기업이다. 사명인 HPSP는 High Pressure Solution Provider의 약자이다.

## 역사
2017년에 풍산그룹 계열사인 풍산마이크로텍(PSMC)의 반도체 장비 사업부를 사모펀드인 크레센도가 인수가 100억 원에 인수하였다.